# Росен Виденов
Росен Руменов Виденов е български футболист, нападател, състезател на ФК Сливнишки герой (Сливница).

## Кратка спортна биография
Виденов е роден в София през 2004 година, но израства в близкия до столицата град Сливница. На 7-годишна възраст започва да тренира футбол в местния тим на „Сливнишки герой“ под ръководството на треньора Георги Симеонов. През годините преминава през всички възрастови групи на школата, като през 2019 година е обявен за „Най-перспективен футболист на Община Сливница“ на ежегодната класация за „Спортист на годината 2019“.
През сезон 2019/2020 година, когато е едва на 16 години, влиза в полезрението на спортно-техническото ръководство на първия тим и е картотекиран за шампионата в ЮЗ Трета лига на БФС. Скоро след това и дебютира за първия тим, като участва епизодично в тима, основно като резерва.
През сезон 2020/2021 вече е постоянна част от първия тим и основен състезател на тима. През лятото на 2021 година е привлечен в сборния тим на Асоциацията на българските футболисти (АБФ), където играе в два мача под ръковоството на селекционера Румен Стоянов. Първо влиза като резерва в 62-рата минута на двубоя АБФ – ФК Марек (Дупница), игран на 27 юни 2021 г., а седмица по-късно – и срещу ФК Струмска слава (Радомир). В двубоя отбелязва попадение в 70-ата минута на мача и се отчита с асистенция.